# Herman Heskamp
 (août 2025).
Si vous disposez d'ouvrages ou d'articles de référence ou si vous connaissez des sites web de qualité traitant du thème abordé ici, merci de compléter l'article en donnant les références utiles à sa vérifiabilité et en les liant à la section « Notes et références ».
Herman Heskamp, né le 2 février 1947, est un footballeur néerlandais, qui jouait au poste d'attaquant.

## Biographie

### En club
Il a évolué au FC Twente, au FC Zwolle, et à l'Olympique avignonnais en France.
Il est formé par le club amateur du GVV Eilermark, à Glanerbrug, avant d'être recruté par le FC Twente en 1965.
Il débute avec l'équipe pro le 9 avril 1966, et 2 semaines plus tard, il réalise le coup du chapeau contre DOS. Lors de cette saison, il inscrit 5 buts en 7 rencontres.
Lors des 3 saisons suivantes, il peine à percer réellement avec le FC Twente, mais marque tout de même 12 buts en 43 matchs.
En 1969, Heskamp quitte Twente pour le FC Zwolle. Il y reste 6 saisons. Il termine meilleur buteur du Championnat des Pays-Bas de football de Division 2, en 1974/1975.
En 1975/1976, il quitte Zwolle pour le FC Groningue, mais ne parvient pas à s'y imposer.
La saison suivante, Heskamp quitte les Pays-Bas, pour la France, et le club de l'Olympique avignonnais, qui vient d'être relégué de 1re division, et évolue alors en seconde division. Il y reste 3 saisons.
En 1979, à 32 ans, il retourne aux Pays-bas, met fin à sa carrière professionnelle, et joue encore une saison pour le club amateur de ROHDA Raalte.
Après la fin de sa carrière, Herman Heskamp devient concierge dans un collège de la ville de Meppel.

## Carrière
- 1966-1969 : FC Twente  Pays-Bas
- 1969-1975 : FC Zwolle  Pays-Bas
- 1975-1976 : FC Groningue  Pays-Bas
- 1976-1979 : Olympique avignonnais  France
- 1979-1980 : ROHDA Raalte  Pays-Bas